# Коначна судбина универзума
Коначна судбина свемира представља тему у физичкој космологији. У разним теоријама представљене су бројне могућности судбине свемира, укључујући и коначна и бесконачна трајања.

## Велико хлађење
Према теорији „Велико хлађење“ (у енглеској литератури Big Freeze), сматра се да ће се Свемир стално ширити, те на крају завршити у стању топлотне смрти. У том сценарију, количина међузвјездане материје (гасова) биће све мања, све ће се мање звијезда стварати, те ће на крају нестати и задњи бијели патуљци, као најдуговјечније звијезде. Преостаће смеђи патуљци и планете. Но, даљим распадом материје, при чему је главно питање вијек живота протона (1033 или 1034 година), преостаће само зрачење и црне рупе. Због Хокинговог зрачења ни вијек црних рупа није бесконачан, па се на крају сматра да би у таквом сценарију могло преостати тек покоја честица и занемариво мало зрачења, тј. једна велика празнина.

## Велико сажимање
Теорија звана „Велико сажимање“ (у енглеској литератури Big Crunch), подразумијева да ће се због количине материје (и тамне материје, као и тамне енергије) Свемир почети скупљати и приближавати се поново тачки сингуларитета, те ће на крају постати мјесто енормних температура и зрачења. Ова теорија допушта да се из таквог сажимања поновно у праску развије нови Свемир, али то је тек спекулација.
Средином 1950их година, постојала је и теорија „сталног стања“, чији је главни заговорник био астроном Фред Хојл, но каснијим мјерењима позадинског зрачења и црвеног помака удаљених галактика та је теорија ипак остала само лијеп покушај да се објасни Свемир. Према истој, Свемир се заиста шири, али у вакууму се стално и спонтано стварају нове честице.

## Велико кидање
Теорија звана „Велико кидање“ (у енглеској литератури Big Rip) предвиђа сценарио у којем ће се свака структура у свемиру распасти до посљедњег атома. Алтернативно, таква се могућност претпоставља уколико тамна енергија није константна, већ расте у времену. Ако се тамна енергија смањује у времену, то би довело до контракције свемира, односно „Великог сажимања“.